# 大元瑜
渤海定王（？—812年），諱大元瑜，大氏，是渤海国第七代君主，在位期間809年至812年，大嵩璘的之子，改元為永德。

## 生平
正历十五年（唐元和四年，809年），大嵩璘去世，大元瑜即位。唐朝唐宪宗遣使元文成为大嵩璘吊丧，册封大元瑜为银青光禄大夫、检校秘书监、忽汗州都督、渤海国王，翌年，改元永德。派遣高才南等朝觐唐宪宗。秋，派遣高南容等通聘日本。十一月，派遣王子大延真等人再朝觐唐朝，献方物。永德三年（812年），大元瑜去世，谥號定王。

## 家族列表

### 父母及兄弟
- 父亲大嵩璘
- 弟 大言义
- 弟 大明忠

### 子女

#### 子
- 子 大延真

## 《桓檀古记》
《桓檀古记》称大元瑜被尊为毅宗定皇帝。